# 전주부 (선거구)
전주부는 대한민국의 옛 국회의원 선거구이다. 당시 전라북도 전주부 지역을 관할했다.

## 역사
제헌 국회의원 선거를 앞두고 전주부 전 지역을 관할하는 선거구로 신설되었다.
1949년 8월, 전주부가 전주시로 개칭되었다. 이에 제2대 국회의원 선거를 앞두고 전주시 선거구로 개편되었다.

## 역대 국회의원
| 선거   | 정당 | 정당   | 의원   |
| ------ | ---- | ------ | ------ |
| 1948년 |      | 무소속 | 신성균 |

## 역대 선거 결과

### 대한민국 제헌 국회의원 선거
|  | 32.14% |

|  | 24.33% |

|  | 21.14% |

|  | 18.37% |

|  | 4.00% |